# A pugni nudi
A pugni nudi è un film del 1974 diretto da Marcello Zeani.

## Trama
Un giovane esce da un riformatorio, ma la vita fuori lo riporterà nella cruda realtà.